# Ma$e
Mason Durell Betha (Jacksonville, Florida, 27 augustus 1977) beter bekend onder zijn artiestennaam Ma$e of Mase, is een Amerikaanse rapper.
Mase staat bekend als een lid van P. Diddy's Bad Boy Records.
Sinds 2007 is hij weg bij P. Diddy's platenlabel, en staat hij onder contract bij 50 Cents G-Unit Records. Die overstap veroorzaakte heibel tussen beide producenten wat resulteerde in een reeks dissen. Uiteindelijk hebben 50 en Diddy het weer bijgelegd.

## Discografie

### Albums
| Album met eventuele hitnotering(en) in de Nederlandse Album Top 100 | Datum van verschijnen | Datum van binnenkomst | Hoogste positie | Aantal weken | Opmerkingen |
| ------------------------------------------------------------------- | --------------------- | --------------------- | --------------- | ------------ | ----------- |
| Harlem World                                                        | 1997                  | 15-11-1997            | 59              | 8            |             |
| Double Up                                                           | 1999                  | 03-07-1999            | 82              | 4            |             |

### Singles
| Single met eventuele hitnotering(en) in de Nederlandse Top 40 | Datum van verschijnen | Datum van binnenkomst | Hoogste positie | Aantal weken | Opmerkingen                                    |
| ------------------------------------------------------------- | --------------------- | --------------------- | --------------- | ------------ | ---------------------------------------------- |
| Can't Nobody Hold Me Down                                     | 1997                  | 19-04-1997            | Tip 8           | -            | met P. Diddy & Mc Ecel                         |
| Mo Money Mo Problems                                          | 1997                  | 16-08-1997            | 2               | 12           | met The Notorious B.I.G. & P. Diddy            |
| Been Around the World                                         | 1997                  | 08-11-1997            | 22              | 3            | met The Notorious B.I.G, P. Diddy & The Family |
| Feel So Good                                                  | 1997                  | 6-12-1997             | 31              | 3            | Dancesmash op Radio 538                        |
| Take Me There                                                 | 1998                  | 19-12-1998            | 22              | 8            | met Blackstreet & Mýa                          |

| Single met hitnotering(en) in de Vlaamse Ultratop 50 | Datum van verschijnen | Datum van binnenkomst | Hoogste positie | Aantal weken | Opmerkingen                                    |
| ---------------------------------------------------- | --------------------- | --------------------- | --------------- | ------------ | ---------------------------------------------- |
| Mo Money Mo Problems                                 | 1997                  | 23-08-1997            | 13              | 12           | met The Notorious B.I.G. & P. Diddy            |
| Been Around the World                                | 1997                  | 01-11-1997            | 30              | 5            | met The Notorious B.I.G, P. Diddy & The Family |
| Take Me There                                        | 1998                  | 02-01-1999            | tip5            | -            | met Blackstreet & Mýa                          |

- Bibliothèque nationale de France: cb14011602h (data)
- Gemeinsame Normdatei: 128962402
- International Standard Name Identifier: 0000 0000 8360 7369
- Library of Congress Control Number: no97059579
- MusicBrainz: 76716b81-e361-427e-a931-19373388387d
- Virtual International Authority File: 17419857
- WorldCat: E39PBJrwPkmVt3yyt7mPFr4H4q